# Могильовська область
Могильо́вська о́бласть (біл. Магілё́ўская во́бласць, рос. Могилёвская область) або Могилі́вська о́бласть — адміністративно-територіальна одиниця розташована на сході Білорусі. Адміністративний центр — Могильов.
Могилівська та Гомельська області зазнали серйозних наслідків після катастрофи на Чорнобильській АЕС у квітні 1986 року.
Важливими містами регіону є Могилів, Осиповичі та Бобруйськ.

## Географія
Площа — 29 тис. км². Рельєф у більшості рівнинний; найбільші річки — Дніпро і його притоки (Сож, Березина).
Населення області становить 1 146 800 осіб.

## Адміністративний поділ
Могильовська область адміністративно поділяється на 21 район. До її складу також входять 2 міста обласного підпорядкування (Могильов і Бобруйськ), 195 сільських рад, 3 міських муніципалітетів, 13 міст і 12 селищ міського типу.

## Історія
- Могильовська область 15.01.1938-26.07.1941
- Могильовський район 27.07.1930-15.01.1938
- Могильовський округ 17.07.1924-27.07.1930[1]

Найдавніші міста на території області — Славгород (згадується в 1136 р.), Кричев (біля 1150 року), Мстиславль (1156), Могильов (1267).
Крім історичних подій, пов'язаних з великими містами Могильовській області, на її території відбулися кілька знаменитих боїв різних воєн. У ході Північної війни в 1708 році відбулася битва під Лісною (зараз село в Славгородському районі). Під час Франко-російської війни 1812 року 10-11 (22-23) липня відбувся бій між російським корпусом під командуванням генерала Раєвського й французьким корпусом під командуванням маршала Даву в селі Салтановка Могильовського району.
Могильовська область у складі Білоруської Радянської Соціалістичної Республіки була утворена 15 січня 1938 року. Під час Німецько-радянської війни у села Леніно 12-13 жовтня 1943 року вперше вступили в бій з'єднання Війська Польського.
Після аварії на Чорнобильській АЕС в 1986 році частина території Могильовської області (переважно на півдні, особливо Краснопільський і Чериковський райони) піддалася сильному радіоактивному зараженню, багато населених пунктів були цілком переселені в іншу місцевість.

## Найбільші міста
Міста з населенням понад 20 тисяч осіб:
| Назва міста | Населення, осіб (2009) |
| ----------- | ---------------------- |
| Могильов    | 372000                 |
| Бобруйськ   | 219000                 |
| Горки       | 34000                  |
| Осиповичі   | 33600                  |
| Кричев      | 26800                  |

## Демографія
Населення — 1,138 млн чоловік (2006).

### Національний склад
| Народ         | Перепис 1926 | Перепись 1939 | Перепис 1959 | Перепис 1970 | Перепис 1979 | Перепис 1989 | Перепис 1999 | Перепис 2009 |
| ------------- | ------------ | ------------- | ------------ | ------------ | ------------ | ------------ | ------------ | ------------ |
| Білоруси      | 475.707      | 1.187.621     | 1.033.760    | 1.050.359    | 1.050.901    | 1.051.885    | 1.044.249    | 975.147      |
| Росіяни       | 10.473       | 86.647        | 90.398       | 120.504      | 138.643      | 166.007      | 132.075      | 86.256       |
| Українці      | 782          | 22.310        | 16.404       | 21.407       | 23.798       | 29.394       | 21.132       | 13.110       |
| Поляки        | 5.615        | 14.122        | 3.643        | 3.145        | 3.649        | 3.661        | 2.798        | 1.773        |
| Євреї         | 34.643       | 79.739        | 28.445       | 25.807       | 23.135       | 18.480       | 3.532        | 1.461        |
| Вірмени       | 2            | 467           | …            | 288          | 258          | 404          | 1.171        | 937          |
| Цигани        | 264          | 1.368         | …            | 1.001        | 1.268        | 1.386        | 1.079        | 730          |
| Азербайджанці | …            | 157           | …            | 139          | 334          | 860          | 926          | 596          |
| Татари        | 66           | 1.314         | 369          | 548          | 696          | 1.063        | 777          | 497          |
| Молдовани     | 3            | 113           | …            | 244          | 359          | 554          | 520          | 375          |
| Грузини       | 7            | 394           | …            | 225          | 224          | 384          | 471          | 368          |
| Німці         | 246          | 626           | …            | 171          | 260          | 295          | 580          | 278          |
| Литовці       | 623          | 1.076         | …            | 497          | 475          | 643          | 366          | 273          |
| Всього        | 530.842      | 1.401.020     | 1.176.556    | 1.226.859    | 1.246.833    | 1.279.797    | 1.213.521    | 1.099.374    |

## Економіка
В області діє ДП Білоруський цементний завод, який розробляє Комунарське родовище цементної сировини. В 2009 р. підприємствами області зроблено промислової продукції у фактичних відпускних цінах (з урахуванням давальницької сировини) на суму 10,205 трлн рублів.

## Культура
В області близько 20 музеїв.
Практично в кожному районі області функціонують школи й центри художніх ремесел.
У Могильовській області 2008 рік був оголошений роком ремесел